# Ма Чжаньао
Ма Чжаньао (马占鳌; 1830—1886) — китайский генерал-мусульманин поздней династии Цин.

## Биография
Родился в 1830 году в западно-китайской провинции Ганьсу. В 1872 году Ма Чжаньао перешел на сторону династии Цин во время Дунганского восстания со своими генералами Ма Цяньлином и Ма Хайаном, которые служили под его начальством во время восстания.
Сначала он послал Ма Чуня (Ма Цзюня) договориться о капитуляции с цинским главнокомандующим, генералом Цзо Цзунтаном, но последний заподозрил уловку. Затем Ма послал своего сына Ма Аньляна на мирные переговоры . Затем он помог генералу Цзо Цзунтану сокрушить восставших мусульман. В 1877 году Ма Чжаньаон и Ма Цяньлин изгнали мусульманских повстанцев, которые отказались сдаться, с холмов, окружающих Хэчжоу .
У него было три сына: Ма Аньлян, Ма Голян и Ма Суйлян (Ма Суй-лян) 馬遂良. Побегу ханьцев из Хэчжоу во время восстания способствовал Ма Чжаньао.